# San Juan (Huesca)
San Juan (aragonesisch Sant Chuan) ist ein spanischer Ort in den Pyrenäen in der Provinz Huesca der Autonomen Gemeinschaft Aragonien. Der Ort gehört seit den 1960er Jahren zur Gemeinde La Fueva. San Juan hatte im Jahr 2015 neun Einwohner.
Der Ort liegt nordöstlich der Embalse de Mediano.

## Baudenkmäler

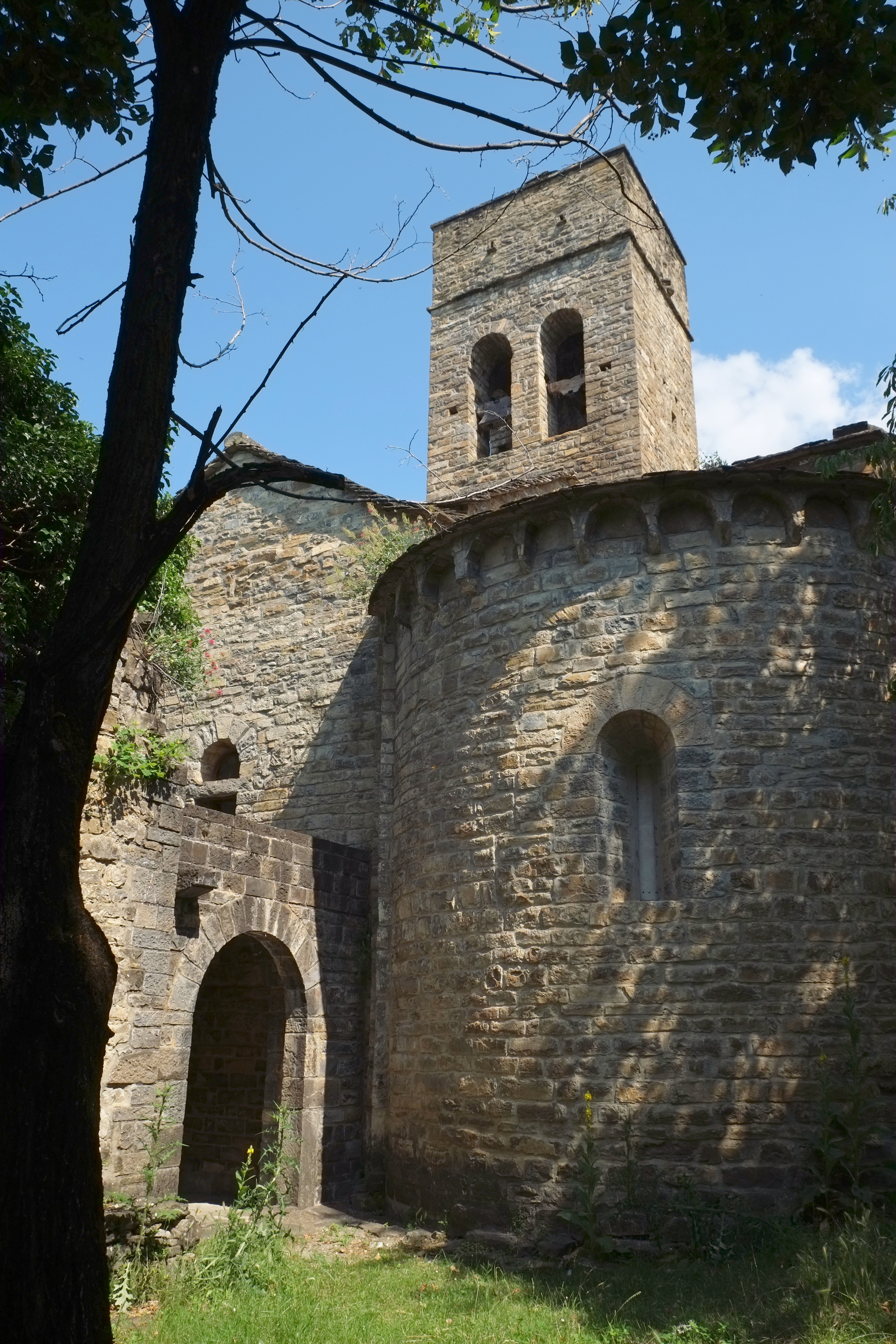
Kirche San Juan

- Romanische Kirche San Juan, erbaut im 12. Jahrhundert (Bien de Interés Cultural)